# MSN産経ニュース
MSN産経ニュース（エムエスエヌさんけいニュース）は、かつて存在したニュースサイト。マイクロソフトのMSN、産経新聞の産経デジタルが提携し、毎日新聞社のMSN毎日インタラクティブの後継となる形で2007年10月1日から開始された。

## 概要
産経新聞とMSNの提携、また当サイトの開設自体は2007年6月27日時点ですでにMSNのプレスリリースで発表されていた。毎日新聞社がMSNとの関係をやめ、新規に毎日jpを開設することになったことを2007年9月18日に発表し、同時にインタラクティブの終了も発表された。当サイトについて、産経新聞側は「ウェブ・パーフェクト」を実現すると宣言している。マイクロソフト側は、産経新聞に対し「革新的な報道機関」と表現していた。なお、この提携については当時マイクロソフトの執行役であった笹本裕が大きくかかわっている。これは笹本がマイクロソフトに入社してから1年も経過していない頃の出来事である。オープン記念として、当初はかつて起きた高名な出来事(アメリカ同時多発テロ事件やロッキード事件など)を描いた記者書下ろしの記事「記者は見た！」シリーズを連載していた。
サイトの開設に伴ってそれまでの産経ニュースのサイトであったSankei Web(Sankei.co.jp)は一時的に閉鎖され、MSN産経ニュースへの流動を促すようになっていたが、当サイトが閉鎖になってからはSankei.comでニュースを配信している。だが、同社の別サイト夕刊フジ（ZAKZAK）、サンケイスポーツ（SANSPO）らは、開設した2007年10月以降もそのまま独立して運用されている。
記事掲載期間がインタラクティブの頃より長くなり、3か月から6か月に伸びている。それについて阿部雅美は、「関連記事を付与すると、記事に深みがでてより見てくれる。こうした記事に対するニーズがあるので掲載期間を長くした」と語っている。
開設から間もない2007年10月18日、ニュース風のブログパーツにコメントを付けれる「ざわざわジェネレーター」を追加した。キャスター役として魚住りえを起用している。ブログパーツとしては、2010年に後継の「MSN産経ニュース記事ブログパーツ」もある。また、Windows Vista向けのガジェットも提供されていた。Internet Explorer 8の提供の際は、ニュースの最新ランキングをお気に入りバーから直接表示できるように対応した。
ニールセン・オンラインの調査によれば、2007年10月12日の時点で2344万PVを記録し、新聞社の中では最多のアクセス数を誇っていた。2009年2月時点でも毎日jpに続き2位であった。
ニュースジャンルについては、速報、国際、ライフの様に、現在の産経ニュースに現存しているものが多い。かつては訃報という欄もあったが、2011年1月17日のサイトの全面リニューアルに伴い消滅している。またこのサイトリニューアルにより従来の青い背景から白基調になり、MSN産経フォトが追加されている。同時にオープンより3年3か月ぶりとなる記者書下ろし記事を5日間連続掲載した。2011年10月3日には大阪本社によるニュース「MSN産経ニュースwest」が追加。独自のニュースアプリもリリースされる。2012年よりPR TIMESと連携し、プレスリリースの掲載を開始。2013年にはユーザーが川柳を投稿できる「MSN産経川柳倶楽部」が開始したが、2014年3月31日に終了している。
2014年9月、MSN側がサイトの刷新を行うことを決定し、同時にMSN産経ニュースのサービス終了が告知された。MSN側は産経新聞以外の新聞社のニュースも提供、産経新聞側はオピニオンサイト「iRONNA」を新規に開設する。なお、商業的には失敗していたわけではなくむしろ成功していたために、円満離婚と称されることもある。
2014年10月1日、サービスを終了し、7年にわたる幕を閉じた。終了後は終了告知のニュースと両社のサイトへの流動を促す元トップページ、終了時に残っていたニュースを残すのみとなった。MSN産経ニュースのスマホアプリについては、産経ニュース独自の物にアップデートされた。サイト自体は終了後も残っていたが、2016年9月25日を最後にサーバーも繋がらなくなり、事実上完全終了した。

## 不祥事・不具合
順風満帆に進んだ一方で、不具合や不祥事もたびたび発生している。
- 2007年10月1日の開設直後よりアクセスが殺到し、記事や写真が正常に表示されないなどの不具合が起きている[29]。同日の15時頃には復旧された。
- 2012年10月5日、サイト内の記事の一部にCNNからの無断転載があることが発覚し、当該記事を削除。謝罪文を掲出した[30]。